# بانکو کردیکوپ
بانکو کردیکوپ (انگلیسی: Banco Credicoop) شرکت خدمات مالی و بانکداری آرژانتینی است، که در سال ۱۹۷۹ تأسیس شد.